# Bond Street (métro de Londres)
Bond Street est une station de la Central line, de l'Elizabeth line et de la Jubilee line du métro de Londres, en zone 1. Elle est située sur l'Oxford Street à Mayfair, dans la cité de Westminster.

## Histoire
Inaugurée le 24 septembre 1900, trois mois après la mise en service de ligne, ses plans étaient dus, comme pour la plupart de ceux de la ligne, à l'architecte Harry Bell Measures.
En 1909, lors de l'ouverture du magasin Selfridges, le propriétaire Harry Gordon Selfridge proposa en vain que l'entrée de la station se fasse à partir de son établissement. Durant les années qui suivirent, la station fut réaménagée plusieurs fois : on remplaça les ascenseurs par des escaliers mécaniques, on construisit une billetterie en sous-sol et on substitua l'ancienne façade par une nouvelle due à l'architecte Charles Holden, le 8 juin 1926. Une grande partie de ces aménagements ne survécurent pas aux travaux de démolition destinés à céder la place au magasin West One dans les années 1980, ni à la construction de la Jubilee line mise en service le 1er mai 1979. Néanmoins, des vestiges de l'ancienne façade existent encore au-dessus de l'entrée est de la station.

## Services aux voyageurs

### Desserte

Installations et desserte
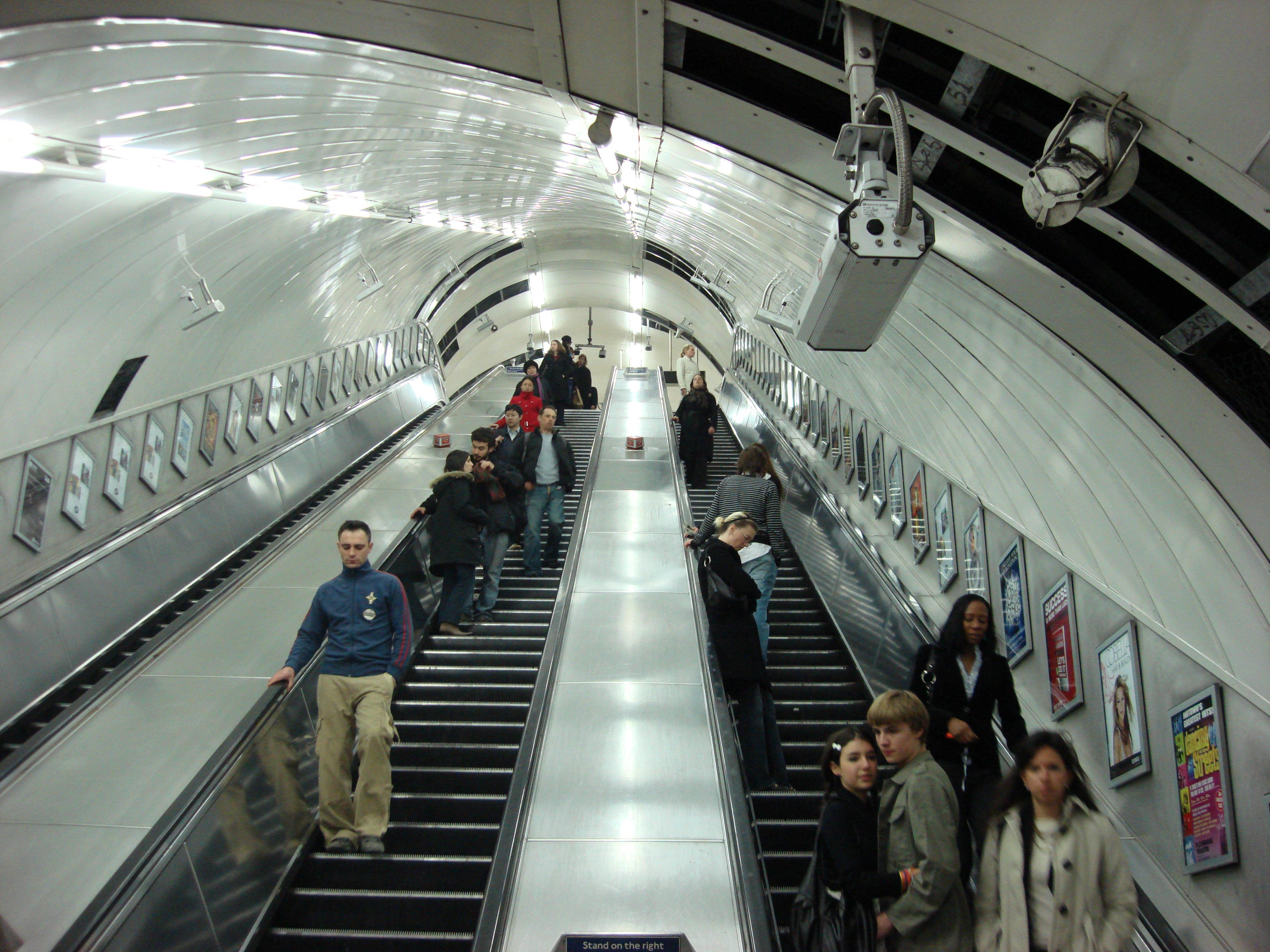
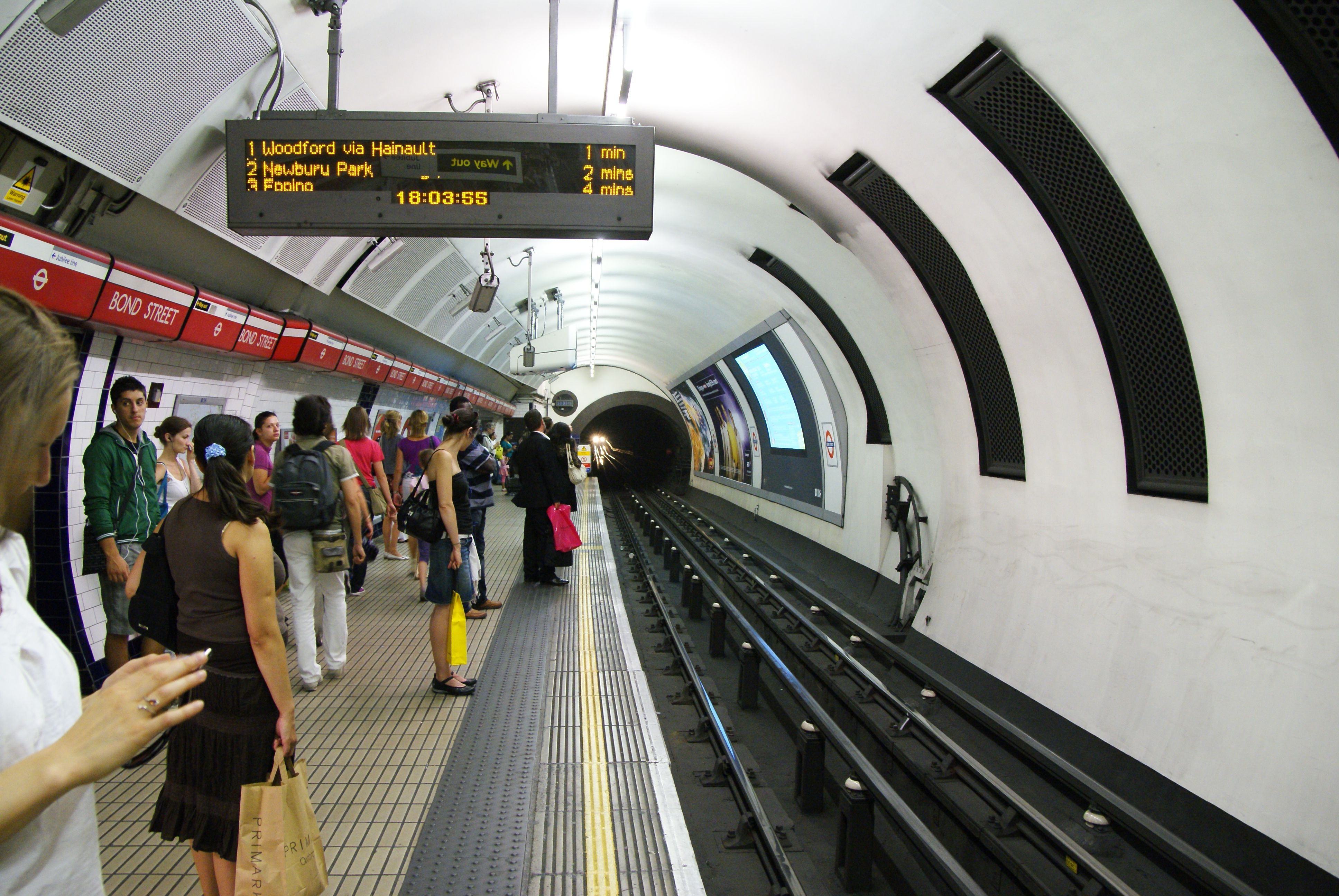
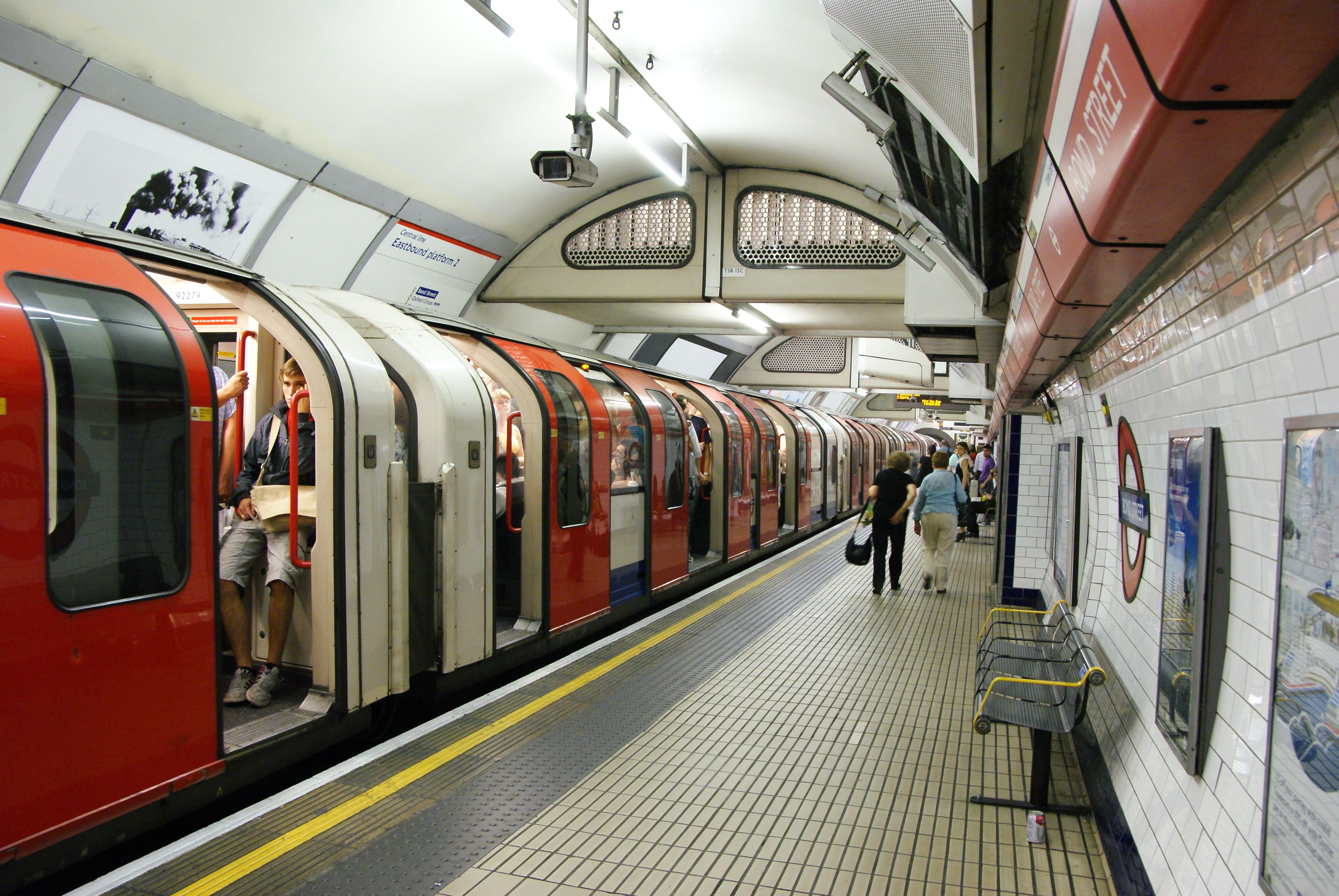

## Projets
Dans l'avenir, la station devrait accuellir les trains du Crossrail, dont le tunnel devrait être creusé dans un futur proche.

## À proximité
Le grand magasin Selfridges se situe au niveau de l'entrée principale de la station.